# Claudia Pulcra maggiore
Claudia Pulcra, nota come Claudia Pulcra maggiore (II secolo a.C. – II secolo a.C.) fu una vestale romana, figlia di Appio Claudio Pulcro e ricordata come esempio di devozione filiale.

## Biografia
Quando Appio Claudio Pulcro tornò a Roma dopo una difficile vittoria contro i Salassi, gli fu negato il trionfo, quindi decise di organizzarne uno a proprie spese. La scelta indignò la plebe, che cercò di trascinare Appio giù dal carro trionfale, ma intervenne sua figlia Claudia che, in quanto vestale, godeva del rispetto della popolazione: nessuno avrebbe alzato la mano contro di lei. Claudia scortò il padre illeso fin sul Campidoglio.

## Nella cultura successiva
Giovanni Boccaccio la ricorda nel De mulieribus claris come mirabile esempio di devozione da parte di una figlia nei confronti del padre.